# Espaén
Espaén es una localidad española del municipio leridano de Les Valls d'Aguilar, en la comunidad autónoma de Cataluña.

## Toponimia
El topónimo de la localidad puede encontrarse referido como Espahent y como Espaén.

## Historia
A mediados del siglo XIX, el lugar, por entonces perteneciente al municipio de la Guardia, tenía contabilizada una población de 30 habitantes. La localidad aparece descrita en el séptimo volumen del Diccionario geográfico-estadístico-histórico de España y sus posesiones de Ultramar de Pascual Madoz de la siguiente manera: 

ESPAHENT: I. agregado al ayunt. de la Guardia en la prov. de Lérida (20 leg.), part. jud., y dióc. de Urgel (3), aud. terr., y c. g. de Cataluña [Barcelona 26]: sit. á la pendiente de la montaña de su nombre con esposicion al N.: le combaten todos los vientos, y el clima aunque frio, es saludable. Tiene 20 casas que forman una sola calle, y 1 igl. dependiente ó aneja de la parr. de Castellás, residencia del cura que la sirve. A la entrada del pueblo se halla una fuente de buena calidad, que sirve para el uso de sus hab.; y dentro del mismo junto á la referida igl., está el cementerio. Se estiende el térm. de N. á S., 1 leg., y 2 de E. á O.; confinando N. con el de Miravall; E. con el de Malgrat, S. Trajovell, y O. Castellás; le cruza el riach. del mismo nombre, que corre de NE. á O., entrando en el térm. de Noves, en el que desagua en el r. ‘’Segre’’ llevando como 2 muelas de agua: el terreno en general es de mala calidad, comprendiéndose en él, parte de un bosque que tiene 3 leg. de circunferencia, poblado de pinos y con bastantes pastos: tambien se encuentran algunos prados artificiales. caminos: dirijen á Seo de Urgel, Trajovell y Castellás en mal estado; recibiendo la correspondencia del primero de estos puntos. prod. trigos, patatas y legumbres; se cria ganado lanar, vacuno y de cerda; y hay caza de perdices, liebres y conejos, y pesca de truchas. pobl. 5 vec., 30 alm.: cap. imp. 7,375 rs. contr. el 14,28 p. 100 de esta riqueza.
(Madoz, 1847, p. 557)

Hoy día pertenece al municipio de Les Valls d'Aguilar. En 2022, la entidad singular de población tenía empadronados 12 habitantes y el núcleo de población 7 habitantes.